# Apremont (Savoie)
Apremont is een gemeente in het Franse departement Savoie (regio Auvergne-Rhône-Alpes). De plaats maakt deel uit van het arrondissement Chambéry. Apremont telde op 1 januari 2022 968 inwoners.

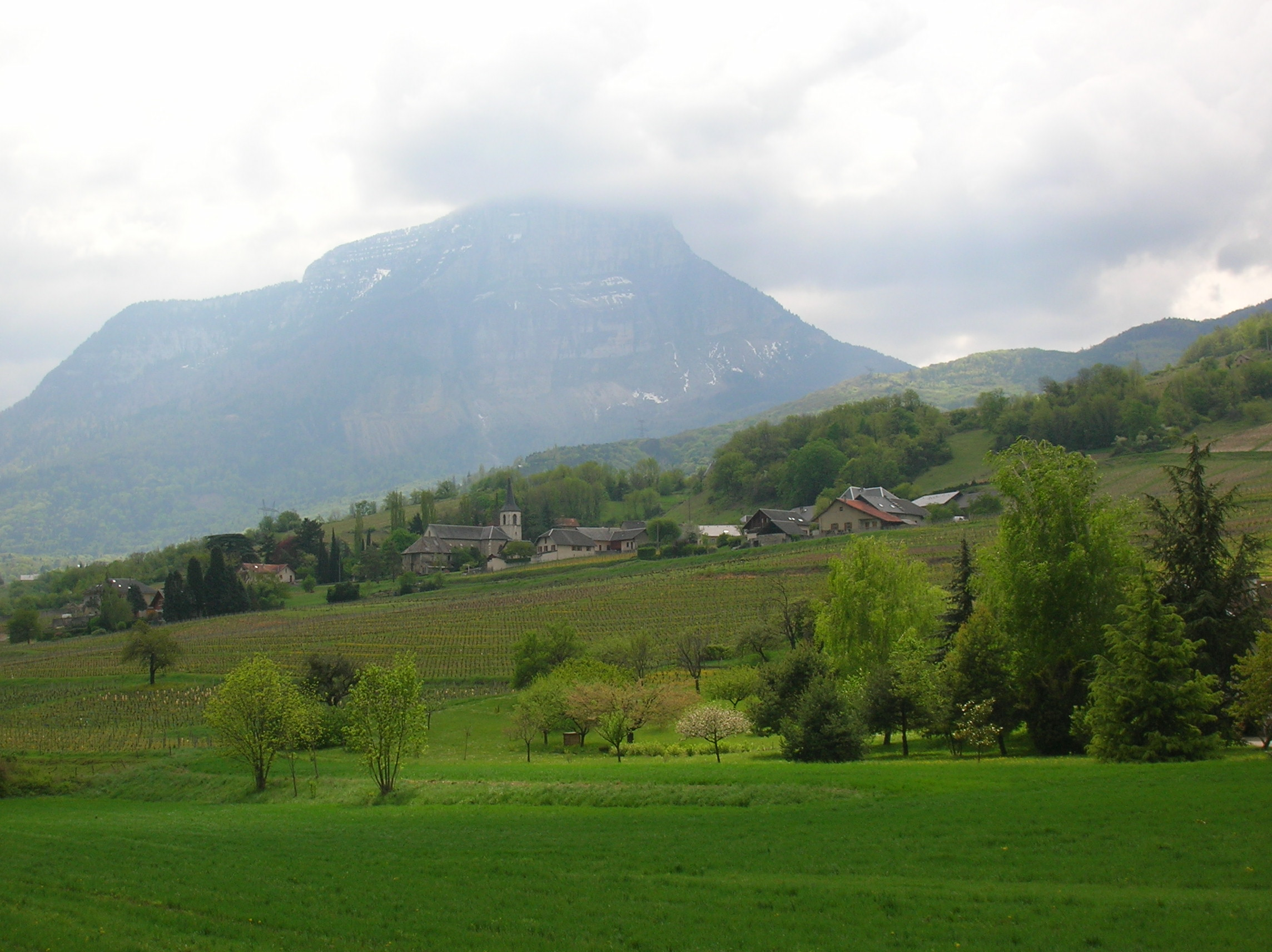
Gezicht op de Granier vanuit Apremont

## Geografie
De oppervlakte van Apremont bedroeg op 1 januari 2022 17,76 vierkante kilometer; de bevolkingsdichtheid was toen 54,5 inwoners per km². Apremont ligt op een uitloper van de Chartreuse in de schaduw van de Granier.

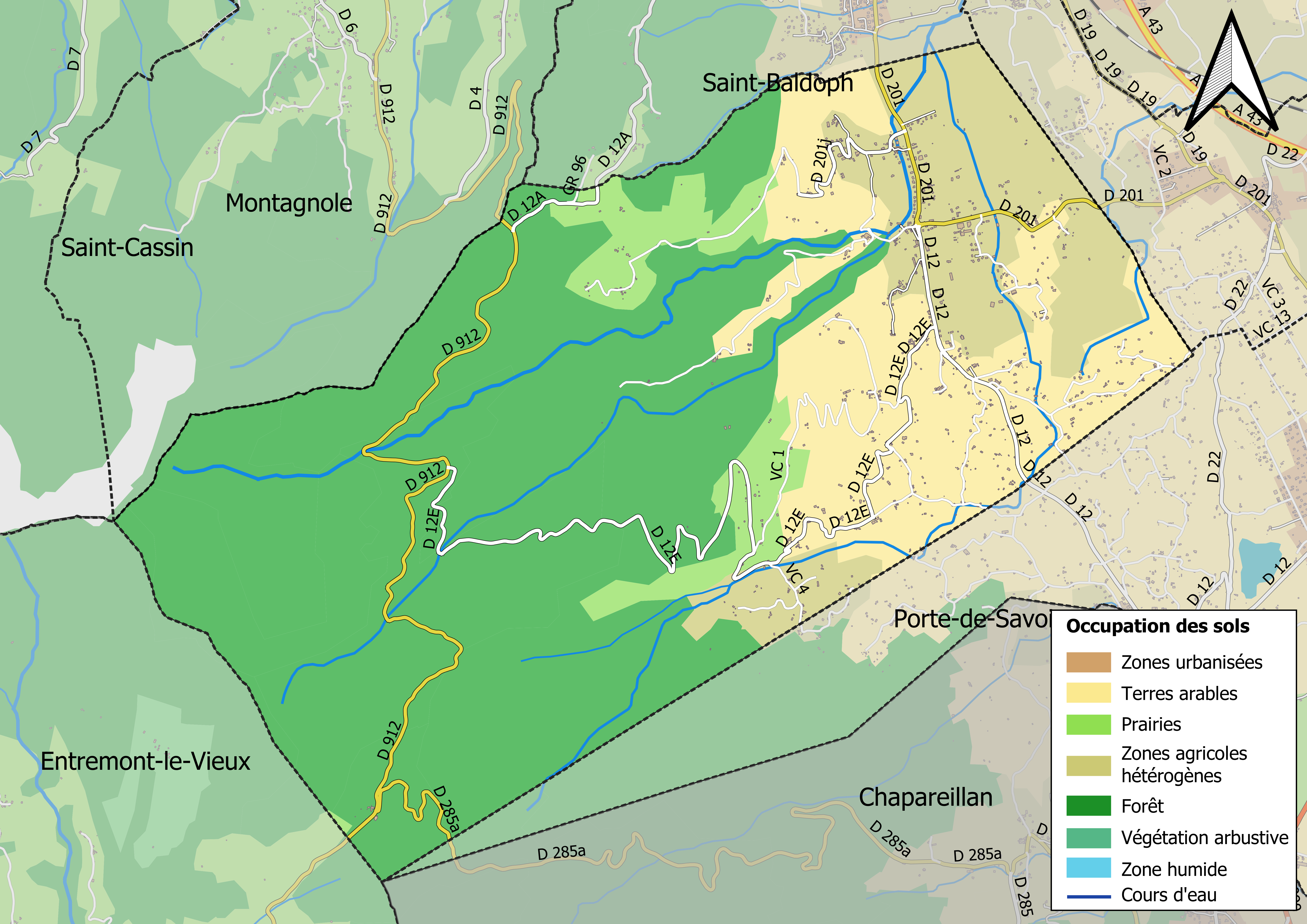
Kaart van de gemeente met de belangrijkste infrastructuur, bodemgebruik en omliggende gemeenten

## Demografie
Onderstaande figuur toont het verloop van het inwonertal (bron: INSEE-tellingen).